# Scontro di Dhat Atlah
Lo Scontro di Dhāt Aṭlāḥ, o Spedizione di Ka‘b ibn ‘Umayr al-Ghifārī (in arabo سرية كعب بن عمير الغفاري الكناني‎?, Sariya Kaʿb ibn ʿUmayr al-Ghifārī al-Kinānī, ebbe luogo nel luglio del 629 (Rabīʿ al-awwal dell'8 del calendario islamico).

## Spedizione
Maometto fu informato che i Banū Quḍāʿa avevano radunato un gran numero di guerrieri per attaccare le posizioni dei musulmani e decise quindi di spedire Kaʿb ibn ʿUmayr al-Ghifārī al-Kinānī al-Anṣārī, a capo di 15 uomini, per stornare un simile pericolo. La località dello scontro era Dhāt Aṭlāḥ, al di là del confine siriano del Wadi al-Qura.
Il fatto che allo scontro non fosse presente il profeta Maometto la fa classificare dagli storici del primo Islam tra le sarāya.
I musulmani chiesero ai beduini di abbracciare l'Islam ma i politeisti rifiutarono e presero a lanciare frecce contro di loro, uccidendoli tutti salvo uno che rimase solo ferito e che si salvò perché ritenuto morto.) Fu quindi lui a informare Maometto della disfatta.
il Profeta pianificò immediatamente una spedizione per vendicare la strage ma essa non partì, dal momento che Maometto seppe che i B. Qua‘a avevano abbandonato il luogo dello scontro.